# Кларксон, Джереми
Дже́реми Чарльз Ро́берт Кларксон (англ. Jeremy Charles Robert Clarkson, род. 11 апреля 1960 года, Донкастер, Йоркшир, Великобритания) — английский телеведущий, журналист, специализирующийся на автомобильной тематике, фермер. Широко известен как ведущий телевизионных шоу «Top Gear», получившего премию «Эмми» в 2005 году, «The Grand Tour» и «Who Wants to Be a Millionaire?». Автор еженедельных колонок для газет «Сандей таймс» и «Сан». Вместе с Джеймсом Мэем был первым, кто достиг северного магнитного полюса Земли на автомобиле, что вошло в один из выпусков телепередачи «Top Gear».
Кларксон начал журналистскую карьеру со статей для нескольких региональных британских газет, а широкую известность получил, став ведущим оригинального «Top Gear» в 1988 году. С середины 1990-х годов он регулярно появляется на британском телевидении со своими собственными шоу или в качестве гостя. Кроме автомобильной темы Кларксон выпускал программы и книги по таким предметам, как история и техника. С 1998 по 2000 год вёл своё ток-шоу.
Его действия как в частном порядке, так и в роли ведущего «Top Gear» иногда приводили к серьёзной критике со стороны СМИ, политиков и общественности. В одном интервью он сказал, что его жизнь проходит в стиле: «Поел, поспал, написал и заново». Несмотря на критику в адрес Кларксона, его называют главным вдохновителем возрождения «Top Gear» как самого популярного шоу на BBC.
В 2007 году Кларксон получил премию National Television Awards. По сообщению издания «Индепендент», за тот же год он получил 1,7 миллиона фунтов от продажи своих книг и DVD, а также за счёт написания газетных колонок; его годовой заработок в «Top Gear» оценивался в 1 миллион фунтов.

## Биография
Джереми Кларксон родился 11 апреля 1960 года в Донкастере, Саут-Йоркшир, в семье учительницы Ширли Габриэль Уорд и коммивояжера Эдварда Кларксона.
Его родители продали бизнес по продаже чая. Они отдали молодого Джереми в частную школу, хотя не знали, как будут платить взносы. Но им помог случай: когда Кларксону исполнилось 13, родители сделали две мягких игрушки в виде медвежонка Паддингтона для своих детей. Вскоре игрушки оказались настолько популярны, что Кларксоны открыли свой бизнес и смогли оплачивать школу «Hill House School», а затем «Repton School».
В старших классах учился вместе с одним из известнейших конструкторов в истории автоспорта Эдрианом Ньюи.
По собственным словам Джереми Кларксона, его успели исключить из Repton School за «хулиганство, курение и распитие спиртных напитков».
Также Кларксон играл роль школьника-общественника Аткинсона на «Радио Би-Би-Си» в передаче «Час детей», пока не сорвал голос.
После школы Кларксон занимался журналистикой. В 1984 году он с приятелем основал «Motoring Press Agency».
В октябре 1988 года Кларксона пригласили на телевидение в качестве ведущего автомобильного шоу «Top Gear» на телеканале BBC. В 2000 году шоу на два года ушло в отпуск, после чего вернулось в новом формате — с ведущими Джереми Кларксоном, Джеймсом Мэйем и Ричардом Хаммондом. Кларксон, благодаря своей язвительной манере и юмору, быстро стал популярен на телевидении. В конце 1990-х годов он вёл множество телепередач, в частности британскую версию «Robot Wars» и часто сам являлся гостем разнообразных шоу. В 1998 году вышло его собственное ток-шоу — «Clarkson», которое шло почти 2 года. Джереми общался с музыкантами, политиками и другими телеведущими на разнообразные темы, не касающиеся автомобилей.

## Политические взгляды
Кларксон утверждает, что он за личную свободу и против правительственного регулирования, заявив, что правительство должно «поставить скамейки в парке, и всё. Они должны оставить нас в покое».
Он презирает политику в области здравоохранения и промышленной безопасности. Он часто критиковал работу Тони Блэра и Гордона Брауна, особенно «запрет» курения и в 2004 году запрет охоты на лис.

## Военная тема
Кларксон проявляет интерес к британским вооружённым силам, а несколько из его DVD и телешоу посвящены военной теме. В некоторых из них он летал на военных самолётах. В нескольких выпусках «Top Gear» появлялась военная техника, например: стрельба вертолёта «Апач» по «Лотусу», «увернись от пули» на «Порше» и «Мерседесе» или использование «Ford Fiesta» в качестве десантного судна. В октябре 2005 года Кларксон посетил британские войска в Багдаде.
В 2007 году вышла передача Джереми Кларксона о рейде на Сен-Назер во время Второй мировой войны. В 1942 году британские коммандос провели успешную операцию в доке Сен-Назера в оккупированной Франции. Тесть Джереми — покойный Роберт Генри Кейн, герой Арнемской операции и единственный уроженец острова Мэн, ставший кавалером Креста Виктории. В конце 2007 года Кларксон стал членом фонда Help for Heroes, помогающего военнослужащим. В 2007 году в Sunday Times вышло рождественское обращение с призывом пожертвовать деньги в этот фонд.
У Кларксона есть «Молния» (модель XM172), сверхзвуковой реактивный истребитель эры Холодной войны, который был временно размещён в его саду для съёмок в шоу «Скорость».

## Писательская карьера
Первая работа Кларксона была торговым представителем их семейного бизнеса — он продавал игрушечных медведей Paddington Bear.
После школы Кларксон решил заняться журналистикой, он работал в местных изданиях «Rotherham Advertiser», «Rochdale Observer», «Wolverhampton Express & Star», «Lincolnshire Life» и «Associated Kent Newspapers».
В 1984 году он с приятелем основал «Motoring Press Agency». Они тестировали автомобили, писали об этом статьи и рассылали их в газеты и журналы. В дальнейшем они стали издаваться в таком журнале как «Performance Car». Он регулярно писал для журнала «Top Gear» с момента его основания.
У Кларксона есть колонки в таких таблоидах как «The Sun», «The Sunday Times» и других автожурналах и газетах. Периодически выходят его статьи в журнале «Times» и в австралийской газете «The Weekend Australian». Он также пишет автомобильные статьи для «Торонто АвтоСтар».
Кроме газетной тематики вышло несколько книг на автомобильную тематику. Почти все книги пишутся в юмористическом стиле. В 2011 году в издательстве «Penguin» вышла книга Кларксона «Dads» с подзаголовком: «Gardening is a pointless way of passing the time until you die».

## Карьера на ТВ

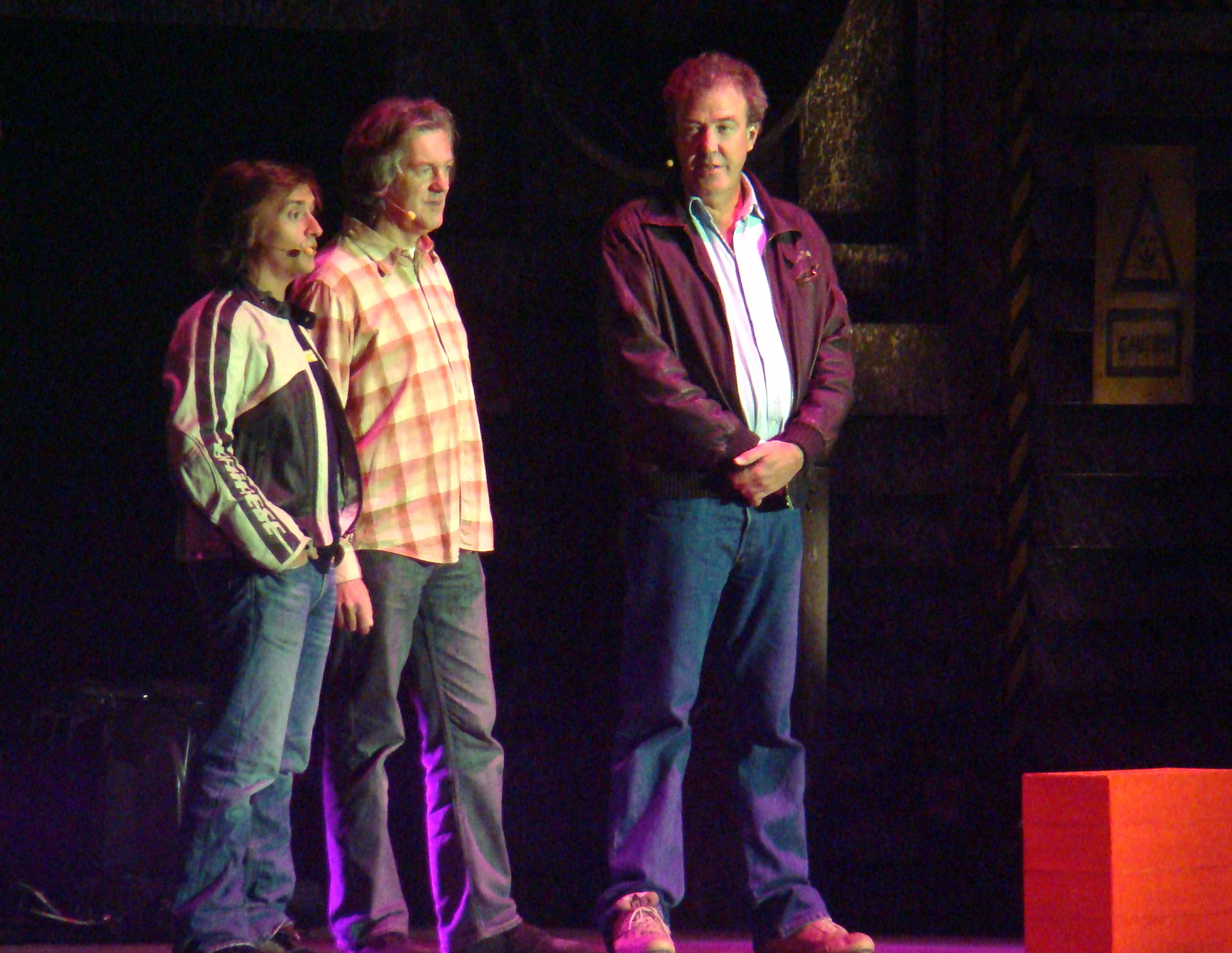
Ричард Хаммонд, Джеймс Мэй и Джереми Кларксон. 31 октября 2008 года

Карьера на телевидении началась, когда он приехал на «Старый Топ Гир» в качестве одного из докладчиков и остался там с 27 октября 1988 года по 3 февраля 2000 года, а затем в новой версии программы с 20 октября 2002 года.
Совместно с ведущими Джеймсом Мэйем и Ричардом Хаммондом он превращает «Top Gear» в самое популярное ТВ-шоу на «BBC Two».
Передачу транслируют более чем в 100 странах по всему миру.
Кларксон всегда был тесно связан с автомобильной тематикой; такие шоу как «Top Gear» и «Мир моторов» сделали его популярным, но он также вёл шоу на другие темы.
Первая передача не на автомобильную тематику — это британская версия «Robot Wars». Он часто снимался на телевидении в качестве приглашённой звезды или консультанта. С 1998 года в течение трёх лет у него было своё ток-шоу — «Кларксон». Это 27 получасовых эпизодов в период с ноября 1998 года по декабрь 2000 года, гостями шоу были музыканты, политики и телеведущие. Кларксон также активно снимает большое количество документальных фильмов на такие темы как история и техника, много фильмов на автомобильную тематику.
В марте 2015 года Кларксон был отстранён от эфира руководством телекорпорации «Би-Би-Си» за потасовку с продюсером, показ уже готовых выпусков «Top Gear» был отменён. По данным издания «The Guardian», отмена «Top Gear» из-за инцидента с Кларксоном привела к снижению аудитории «Би-би-си»: передача привлекала более 5 млн зрителей или 19,5 % от общего количества зрителей телерадиокорпорации.
25 марта 2015 года «Би-би-си» официально объявила об увольнении Джереми Кларксона, а вслед за ним ушли и остальные телеведущие (Ричард Хаммонд, Джеймс Мэй).
30 июля 2015 года было объявлено о том, что Кларксон, Хаммонд и Мэй подписали контракт с Amazon Video.
11 мая 2016 года Кларксон рассказал в Твиттере, что новое шоу выйдет под названием The Grand Tour и будет транслироваться из палатки, которую они намерены перемещать еженедельно.
Выход первого эпизода нового телешоу состоялся 18 ноября 2016 года.
С 5 мая 2018 года Джереми Кларксон стал вести возрожденное британское шоу Who Wants to Be a Millionaire? взамен ушедшего в 2014 году Криса Тарранта.
11 июня 2021 года вышло новое шоу на Amazon Prime — «Ферма Кларксона».
С 2026 года Джереми будет вести спин-офф оригинального "Миллионера" под названием "Who Wants To Be a Millionaire - Hot Seat". Данный формат успешно выходил в Австралии, ряде европейских стран и государств Латинской Америки.

## Личная жизнь
Со своей первой женой Александрой Джеймс он прожил вместе всего год, они развелись в 1990 году.
В мае 1993 года в Фулхэме Кларксон женился на своём менеджере — Фрэнсис Кейн. Пара поселилась в городе Чиппинг Нортон, расположенном в Котсуолдс. В семье родилось трое детей — Эмили (1994), Финло (1996) и Катя (1998). В 2014 они развелись.
В 2007 году Кларксон, будучи большим поклонником рок-группы «Genesis», принял участие в концерте-воссоединении группы на стадионе Twickenham. Он же написал аннотацию к переизданию альбома «Selling England by the Pound» в коллекции Genesis 1970—1975.
В 2009 году Кларксон заявил, что стал большим поклонником лондонской футбольной команды «Челси», назвав её единственной командой, умеющей играть.
С 2016 года Кларксон встречается и живёт на своей ферме вместе со своей девушкой по имени Лиза Хоган.

## Автомобили
Кларксон и его семья[какая?] владеют или владели:
- Volvo XC90[27]
- Range Rover TDV8 Vogue SE[28]
- Lotus Elise 111S[29]
- Mercedes-Benz 600 Grosser[30]
- Mercedes CLK63 AMG Black[31]
- Mercedes-Benz SLK55 AMG
- Mercedes-Benz SLS AMG Roadster[31]
- BMW 3.0 CSL[31]
- Honda CR-X[31]
- Ferrari F355[31]
- 2 Ford GT[32]
- Aston Martin Virage[31]
- Lamborghini Gallardo[31]
- Volkswagen Scirocco 1[33]
- Volkswagen Scirocco 2[33]
- Ford Escort RS Cosworth[34]
- Ford Focus 1[35]
- Volkswagen Golf GTi[36]

В дополнение к многим автомобилям, которыми он владеет, как автомобильный журналист Кларксон регулярно получает от автомобильных компаний автомобили для тестирования.
Кларксон хотел купить Ford GT, он долго пытался попасть в список покупателей, кому доставят Ford в Англию. А после того, как наконец-то он получил машину, она сломалась на следующий день. Он назвал этот автомобиль «самым ненадежным автомобилем, который когда-либо делали». После нескольких лет мучений он продает Ford GT, чтобы освободить место под Gallardo Spyder.
В августе 2008 года он продал Gallardo. В октябре он объявил, что он также продал свой Volvo XC90. Но в январе 2009 года, в обзоре автомобилей, напечатанного в The Times, он сказал: «Я только что купил мой третий Volvo XC90, мне надо возить по утрам детей в школу».
Кларксон рассматривал вариант покупки Ferrari 458 Italia после теста в пятнадцатом сезоне «Top Gear», а также Mercedes-Benz SLS AMG, так как в своем DVD «Clarkson — The Italian Job» и в специальном выпуске «Top Gear — Путешествие на восток США» признался, что это его новая любимая машина.

## Фильмография

### Ведущий
| 1995 — 1996 | Jeremy Clarkson’s Motorworld       |
| 1997        | Битвы роботов                      |
| 1997        | Jeremy Clarkson’s Extreme Machines |
| 1998 — 2000 | Кларксон (ток-шоу)                 |
| 1999        | head to head                       |
| 2000        | Clarkson’s Car Years               |
| 2001        | Скорость                           |
| 2001        | Вы не хотите сделать это           |
| 2002 — 2015 | Top Gear                           |
| 2002        | Джереми Кларксон встречает соседей |
| 2003        | The Victoria Cross: For Valour     |
| 2004        | Inventions That Changed the World  |
| 2007        | The Greatest Raid Of All Time      |
| 2010        | Jeremy Clarkson: The Italian Job   |
| 2016 — 2024 | The Grand Tour                     |
| с 2018      | Who Wants To Be A Millionaire      |
| с 2021      | Ферма Кларксона                    |